# Norbertas Giga
Norbertas Giga (Kėdainiai, 6 giugno 1995) è un cestista lituano.